# Homalomena peltata
Homalomena peltata är en kallaväxtart som beskrevs av Maxwell Tylden Masters. Homalomena peltata ingår i släktet Homalomena och familjen kallaväxter. Inga underarter finns listade.